# Gustaf Leopold Söderström
Gustaf Leopold Söderström, född 3 april 1831 i Nystad, död 20 april 1912 i Borgå, var en finländsk bokhandlare och -förläggare.
Söderström innehade 1853–1896 en bokhandel i Borgå (Öhmanska bokhandeln, Constantin Öhman) och drev förlagsrörelse där. Han grundade 1860 ett eget tryckeri i staden, som 1888 övertogs av sonen Werner Söderström och 1861 tidningen Borgåbladet, som han ägde fram till 1897. Han grundade i början av 1860-talet en kolonial- och manufakturaffär och drev även en tid rederi- och exportrörelse. Han var en framträdande gestalt på orten, ivrigt verksam bland annat inom det kommunala livet, och en stordonator som ömmade särskilt för de fattiga.